# Spolana

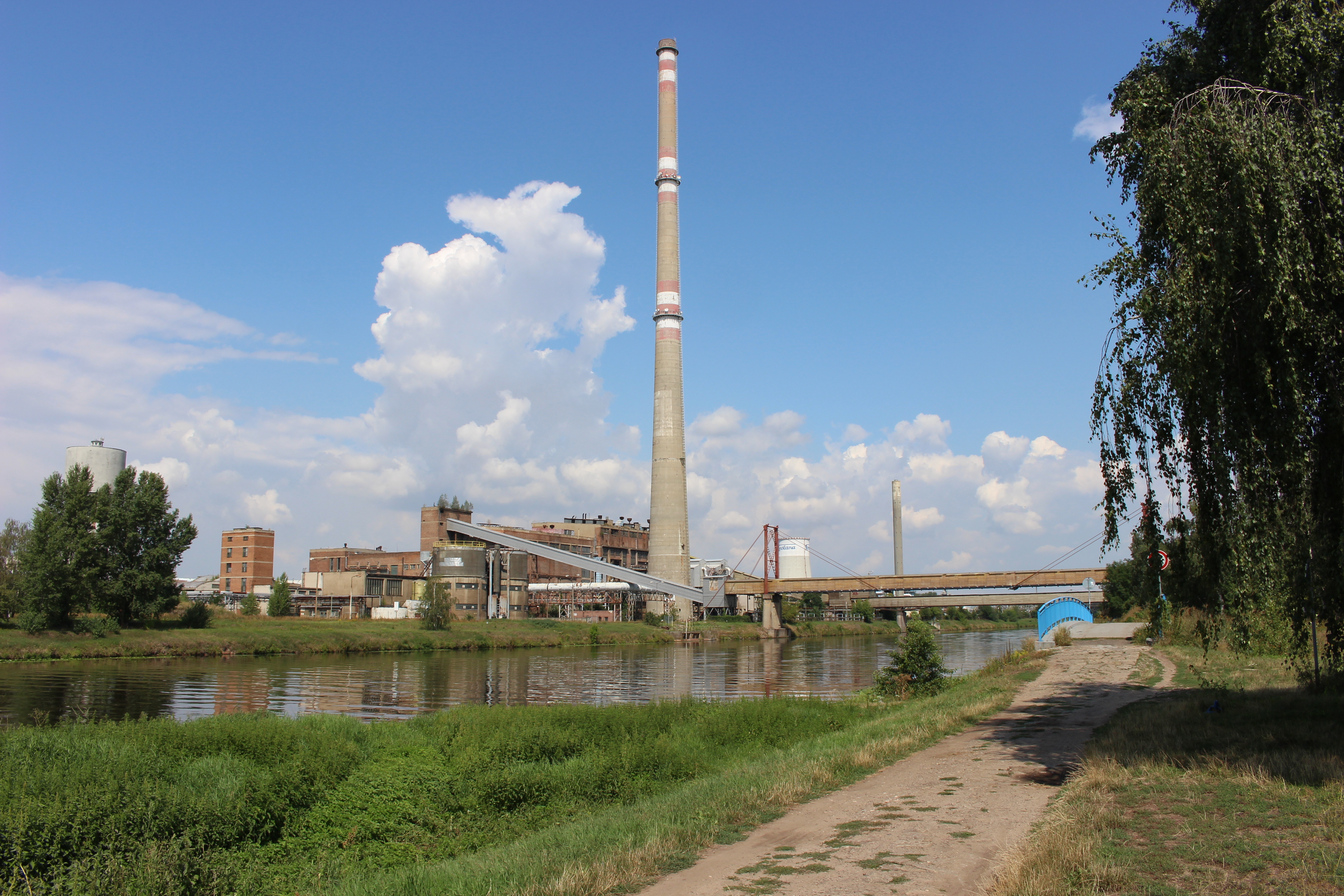
Pohled na Spolanu z druhého břehu Labe

SPOLANA s.r.o. je chemická továrna ležící v Neratovicích na břehu řeky Labe. V současné době[kdy?] se soustředí na výrobu anorganických chemických výrobků, především výrobu kyseliny sírové a olea.[zdroj?]
Zaměstnává přibližně 300 zaměstnanců. Od roku 2016 je Spolana součástí skupiny ORLEN Unipetrol.

## Historie
V roce 1898 založil v Neratovicích továrnu na výrobu mýdla, svíček a olejů V. B. Goldberg – a v roce 1905 tu vznikl závod firmy Františka Šebora na výrobu rozmanitých chemikálií. Rozhodující podíl na rozvoji města mělo postupné rozšiřování chemické výroby v sousedství Labe, zásobárny vody. V roce 1908–1915 zde byla menší výrobna čpavku a hnojiv, později (v období mezi světovými válkami) se areál změnil na výrobnu a sklady potravin (bonbony, čokoláda, zavináče, rybí saláty, hořčice a polévkové koření, marmeláda, cikorka). Po záboru pohraničí továrnu v roce 1939 odkoupil Spolek pro chemickou a hutní výrobu. Ten továrnu začal zvětšovat. Základem byla výroba čistých chemikálií, přípravků na hubení zemědělských škůdců a autokosmetiky. Poté spolek zahájil výstavbu chemického komplexu zahrnujícího elektrolýzu pro výrobu chlóru a hydroxidu sodného a výrobnu viskózové střiže. K tomu byla postavena tepelná elektrárna na uhlí, vodárna a hydroelektrárna na Labi. V letech 1940–1941 vyráběl Spolek pro chemickou a hutní výrobu: chemikálie, dehtová barviva, tiskařské barvy, farmaceutické výrobky, impregnované obaly, zápalky, papír a celulózu, ložiskové kovy a karbid.

### Poválečný rozvoj
Spolek patřil mezi ty chemické podniky, které byly znárodněny dekretem presidenta republiky 101/1945, uveřejněným ve Sbírce zákonů a nařízení republiky Československé, částka 47 ze dne 27. října 1945.

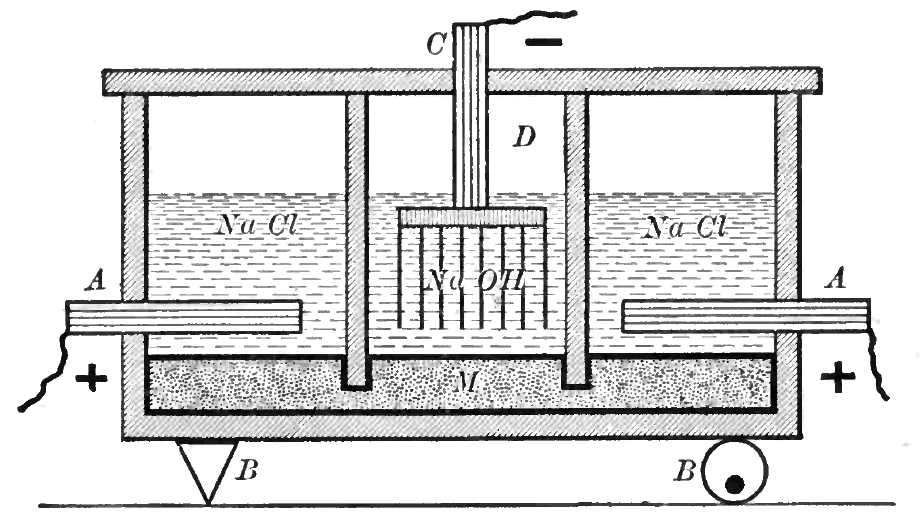
Schéma zařízení pro elektrolytickou výrobu chloru

V roce 1950 se podnik osamostatnil s názvem Spolana. V dalších letech byly přičleněny chemické závody v Křinci a Kralupech nad Vltavou (Reagencie). V polovině šedesátých let se odloučila výroba laboratorních chemikálií (Lachema Neratovice). Všechny stávající provozy se modernizovaly a rozšiřovaly, přistavěla se výrobna kyseliny sírové z pyritu, klihárna na zpracování kostního klihu, postavila se čistírna odpadních vod. Obrat v roce 1965 vzrostl na 889 milionů korun.[zdroj?]
V šedesátých letech Spolana zahájila výrobu chlorovaných pesticidů, zejména DDT, či složku pro Agent Orange. Při výrobě vážně onemocněla řada zaměstnanců a došlo k rozsáhlému zamoření dioxiny a dalším perzistentními organickým látkami.
Později byl vybudován provoz výroby kaprolaktamu, ve Velvarech byl rozšiřován pobočný závod. Vyvrcholení rozvoje bylo v letech 1970 až 1976, kdy byly vybudovány nové provozy výroby chloru elektrolýzou (z dovážené soli), nová výrobna kyseliny sírové a polyvinylchloridu (PVC). Po roce 1970 byly starší provozy uzavřeny, např. výrobna klihu, stará elektrolýza chloru. Byl postaven dominantní komín vysoký 200 metrů a 100 metrů vysoké chladicí věže. Byly přestavěny elektrárenské bloky, zmodernizována výrobna střiže, postavena výrobna Oestrophanu.

### Vývoj po roce 1990

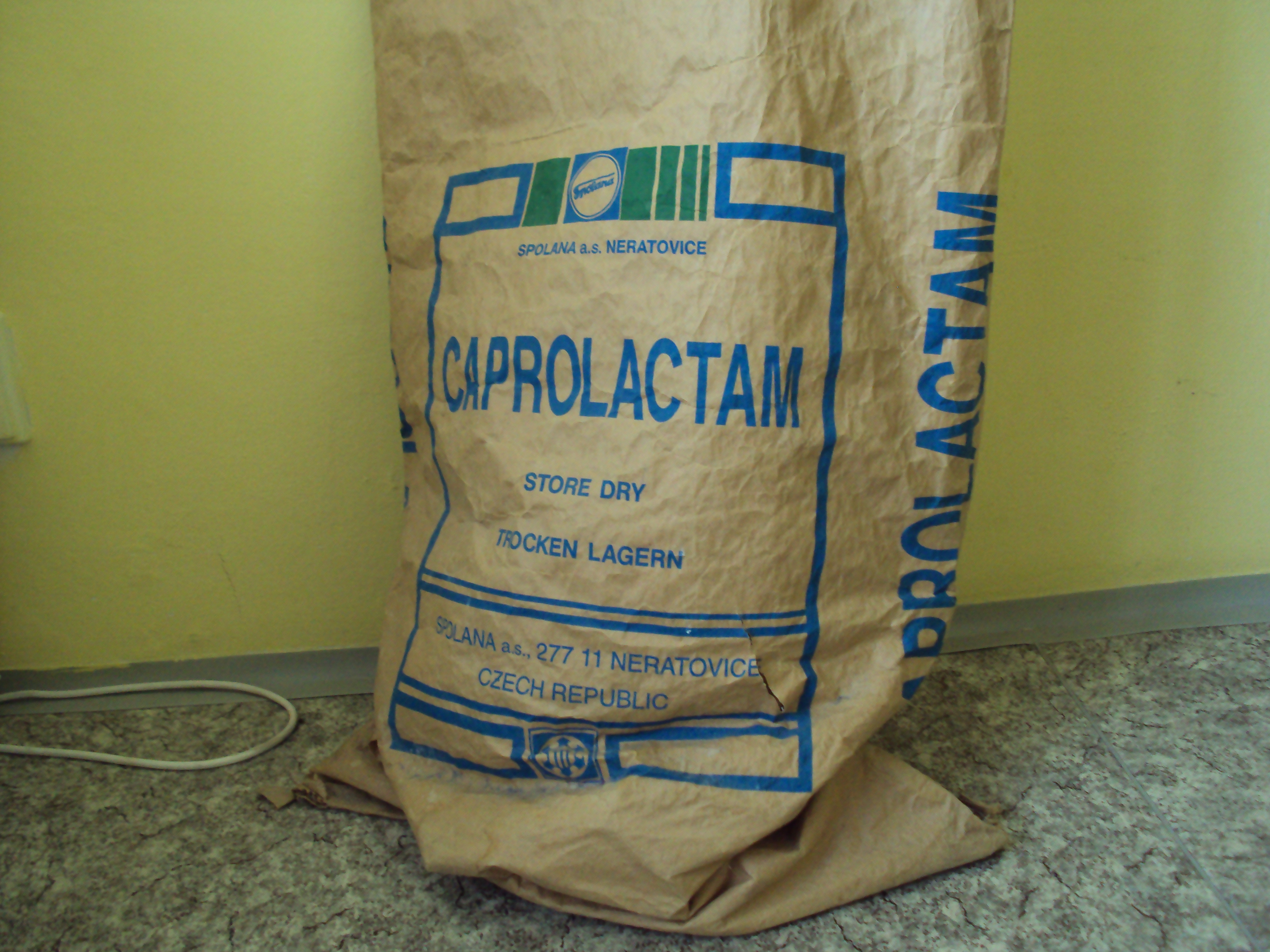
Pytle na kaprolaktam

V roce 1992 Spolana zahájila výrobu lineárních alfa olefinů (LAO), kterou z ekonomických důvodů zrušila po roce 2003.[zdroj?]
V roce 2001 zahájila organizace Greenpeace kampaň s cílem zajistit a dekontaminovat výrobní budovy odstavených provozů zamořené dioxiny a rtutí. V srpnu 2002, při katastrofálních povodních postihujících povodí Vltavy a dolní tok Labe byl areál Spolany zaplaven rozvodněným Labem. Z areálu unikly desítky tun chemikálií. Také na jaře 2006 došlo kvůli zvyšující se hladině řek k utlumení výroby.
Se ztrátou odbytišť v zemích RVHP po roce 1990 měl podnik problémy v případě produkce LAO[zdroj⁠?!]. S narůstajícím tlakem ekologických organizací a zpřísňováním ekologické legislativy je provozována výroba PVC a kaprolaktamu. Větší část areálu továrny se využívá pro provoz dalších firem, např. K-Protos, CaymanPharma, ZSD Servis, NeraAgro, ZapaBeton, Tiu Plast, Plastic technologies.[zdroj⁠?!]
Spolana byla v roce 2007 spolu s firmou DEZA z Valašského Meziříčí největším znečišťovatelem rakovinotvornými látkami. Vyplývá to z žebříčků největších znečišťovatelů, které na základě údajů integrovaného registru znečišťování zveřejnilo ekologické sdružení Arnika.
Čísla uvedená Arnikou v přehledech Spolana nezpochybňuje a do budoucna počítá s dalším snižováním emisí. Je totiž jedinou společností v Česku, která v daném rozsahu používá trichloretylen při výrobě kaprolaktamu a také je jeho jediným výrobcem, takže je přirozené, že se s ohledem na použitou metodiku v žebříčku objevuje opakovaně. Z přehledu emisí chemických látek, které jsou uvedeny v tabulkách Arniky, je zřejmé, že dochází ke snižování emisí (freony, trichlorethylen, rtuť). Jako každá jiná chemická firma, která denně pracuje s chemikáliemi různého složení, však Spolana nemůže emise zcela omezit. Snižování emisí nežádoucích látek v životním prostředí vyplývá ze závazků podniku vůči české a evropské legislativě.[zdroj⁠?!]
Od konce roku 2001 do listopadu 2006 byla Spolana součástí holdingové skupiny Unipetrol, která se stala od května 2005 součástí polského koncernu PKN Orlen. V listopadu 2006 Unipetrol prodal svůj podíl ve Spolaně polské společnosti ANWIL SA, která je rovněž součástí koncernu PKN Orlen. V červnu 2016 byla Spolana opět prodána zpět do skupiny Unipetrol.
V roce 2016 uzavřela společnost UNIPETROL RPA kupní smlouvu se společností ANWIL, na základě které získala 100% podíl ve společnosti SPOLANA. V roce 2019 byla původní hnědouhelná teplárna nahrazena teplárnou plynovou. Ta je osazena dvěma parními kotli na zemní plyn o výkonu 2 × 35 tun páry za hodinu. Celkové investice do výstavby dosáhly 200 milionů korun.

## Ředitelé Spolany
- 1945–1946 – Dr. Ing. Hynek Majtl
- 1946–1949 – Ing. Bedřich Makarius
- 1949–1952 – Dr. Vladimír Šváb
- 1952–1955 – Ing. Dr. Jan Kmuníček
- 1955–1958 – Jan Boháček
- 1958–1966 – Antonín Podzimek
- 1966–1986 – Dr. Karel Ježek, CSc.
- 1986–1987 – Ing. Milan Eichler
- 1988–1989 – Ing. Alexander Pálffy, CSc.
- 1990–1990 – Ing. Jiří Brynda
- 1990–1994 – Ing. Zdeněk Votava
- 1994–1996 – Ing. Přemek Hlavnička
- 1996–2002 – Ing. Jaroslav Štrop
- 2002–2002 – Ing. Radomír Věk
- 2002–2007 – Ing. Miroslav Kuliha
- 2007–2011 – Ing. Petr Lipták
- 2012–2013 – Dr. Ing. Ivan Oliva
- 2013–2017 – Karel Pavlíček[16]
- 2018–2018 – Jacek Aliński
- 2018–2021 – Krzysztof Bączyk
- 2021–doposud – Piotr Kearney

## Staré ekologické zátěže

### Kontaminace rtutí
V areálu chemičky bylo více než 250 tunami kovové rtuti a jejích organických sloučenin kontaminováno několik výrobních objektů a desítky tisíc metrů kubických zeminy na břehu Labe. Na zamoření upozornila v květnu 2002 akce organizace Greenpeace, která ve vzorcích povrchové vrstvy půdy u Labe nalezla až 37 gramů rtuti na kilogram. Zamoření bylo důsledkem výroby chlóru za pomoci zastaralé technologie tzv. amalgámové elektrolýzy. Provoz amalgámové elektrolýzy pro výrobu chloru a louhu sodného byl ukončen v souladu s českou i evropskou legislativou (prováděcí rozhodnutí Evropské komise č. 2013/732/EU) 30. listopadu 2017. Došlo tak k úplnému ukončení používání rtuti ve výrobních provozech společnosti. Současně Spolana zahájila ve spolupráci s Krajským úřadem Středočeského Kraje a Ministerstvem životního prostředí proces následné ekologické sanace odstaveného provozu. Výroba polyvinylchloridu (PVC), který je základní surovinou pro výrobu široké řady produktů, například stavebních či textilních materiálů, a jehož je Spolana jediným výrobcem v České republice, zůstala zachována. Chlór, který je potřebný pro výrobu meziproduktu EDC a který byl doposud vyráběn rtuťovou elektrolýzou, je nyní[kdy?] nahrazen přímým nákupem suroviny EDC.[zdroj?]
V roce 2023 již ve Spolaně kovová rtuť nebyla přítomna. Ekologická likvidace nebezpečného odpadu (této kapalné rtuti z ukončené výroby chloru a louhu sodného amalgámovou elektrolýzou) proběhla v letech 2020–2021. Celkové množství odpadní rtuti předané externí firmě bylo 149 t.[zdroj?]
Sanační zásah, týkající se kontaminace zeminy břehu Labe rtutí, probíhal v letech 2020–2021. Sanačními pracemi bylo odstraněno celkem 23 366 t nebezpečných odpadů s obsahem přibližně 23 t rtuti.[zdroj?]

### Kontaminace dioxiny

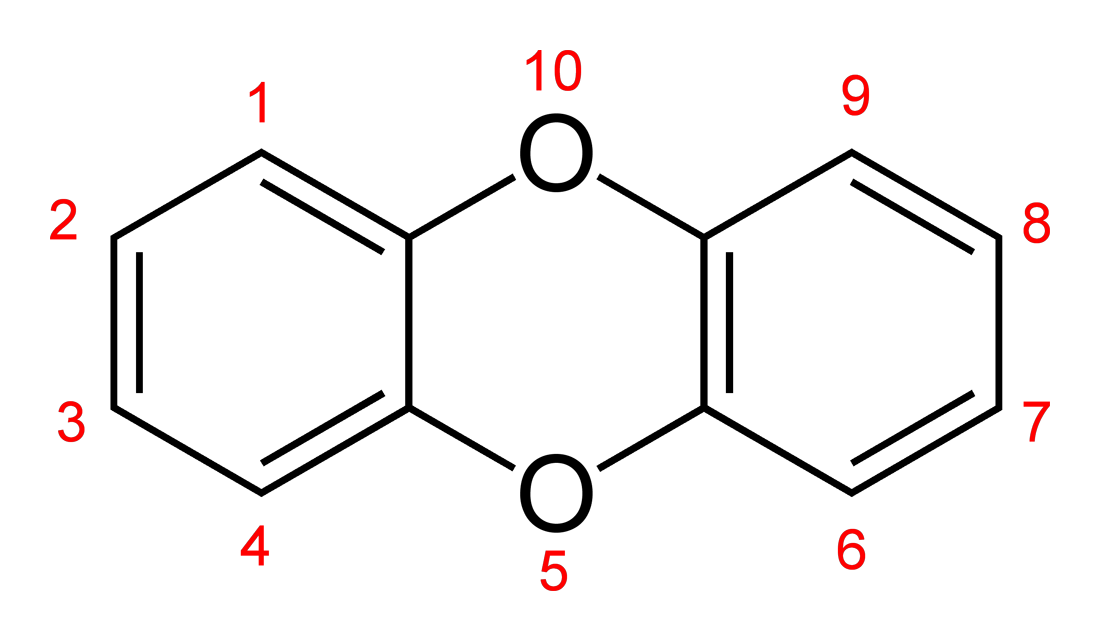
Strukturní vzorec dioxinů

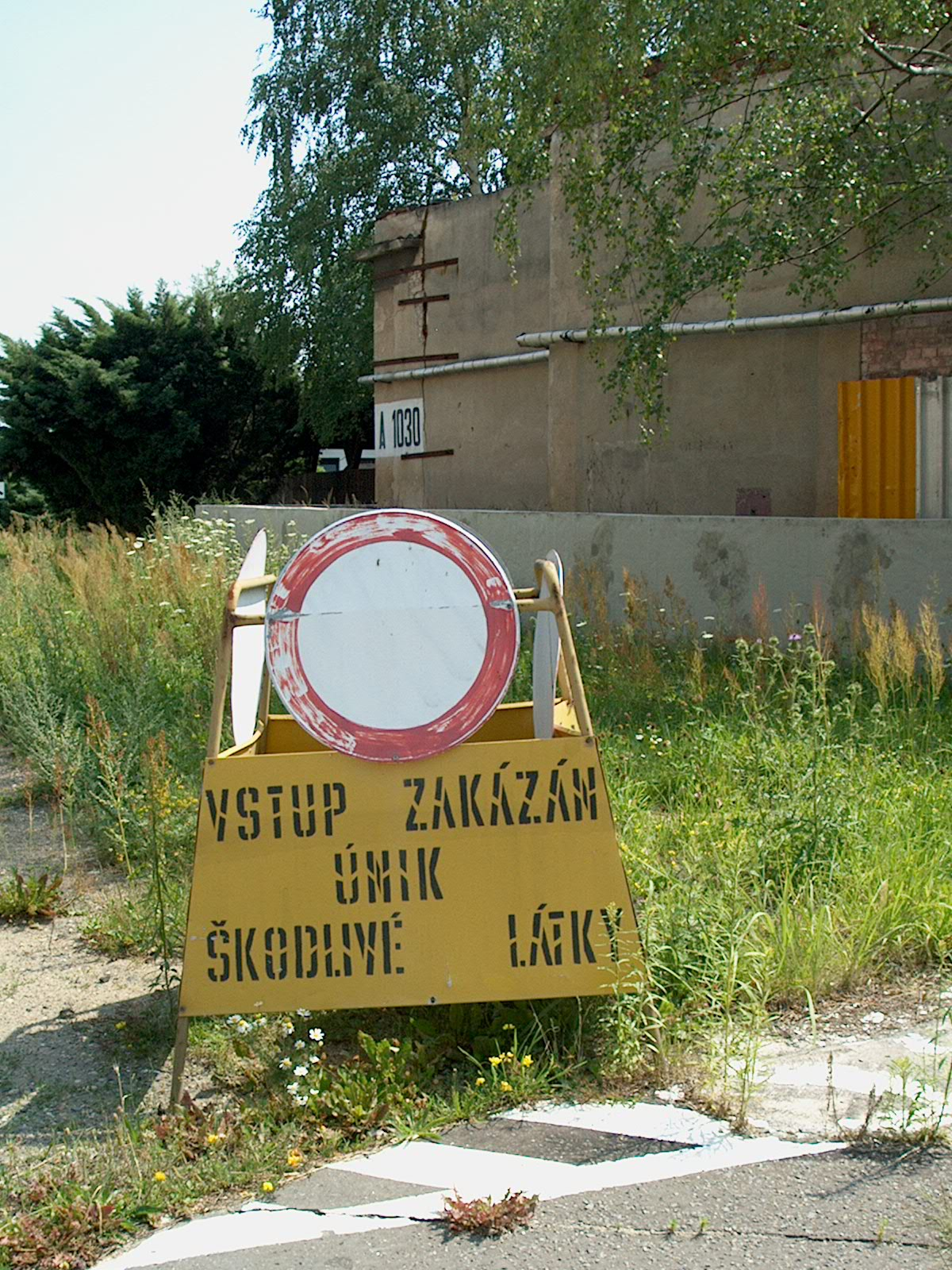
Budova A1030 kontaminovaná dioxiny

Koncem 60. let 20. století byla Spolana jedním ze tří výrobců chemických prostředků pro zemědělství a lesnictví v ČSSR. Vyráběla rovněž Arboricid – herbicid obsahující jako účinnou látku sodnou sůl kyseliny 2,4,5-trichlorfenoxyoctové (2,4,5-T). Účinná látka byla prodávána i do zahraničí a míchána s 2,4-dichlorfenoxyoctovou kyselinou (2,4-D) do směsi známé jako Agent Orange a používané armádou USA během války ve Vietnamu.. Během výroby vznikaly jako vedlejší nežádoucí produkty dioxiny, které zamořily výrobní objekt a 2 sklady a vedly k vážným nemocem části zaměstnanců výrobního provozu koncem 60. a začátkem 70. let 20. století.
V srpnu 2002 se přes Neratovice i Spolanu přehnala povodeň. Přestože výjimečnost její síly a rizika s tím spojená byla známa hodiny až dny dopředu,(povodeň přišla do Spolany proti proudu Labe z Vltavy a ani Praha, ležící přímo na Vltavě – např. ZOO a metro do poslední chvíle nemělo informace že bude zaplaveno) nebylo podle Greenpeace učiněno maximum z toho, co mohlo být uděláno, na ochranu životního prostředí. 14.–15. srpna se voda dostala až do areálu továrny, kterou téměř celou zatopila. Mimo jiné odnesla několik kontejnerů s chemikáliemi a došlo k výbuchu jednoho z hořáku vypouštějící přebytečný plyn a úniku chloru, který se podařilo asi po hodině a půl zastavit a v souvislosti s čímž byl vyhlášen 3. stupeň chemického poplachu. Vyšetřování havárie trvalo 8 měsíců a nakonec za něj nebyl nikdo potrestán.
V září 2002 ekologické sdružení Arnika vydala konečnou zprávu, která konstatovala, že dioxiny ze Spolany se dostaly do Labe a podle jejich měření 100× překročily limity. V listopadu 2002 zveřejnila organizace Greenpeace výsledky analýz vzorků půdy a zemědělských produktů z obce Libiš, které prokázaly vysoké koncentrace dioxinů mnohonásobně překračující limity Evropské unie i limit hlavního hygienika. V kachním masu a ve slepičích vejcích bylo až 15krát více než limit EU. Spolana nález zpochybňovala tvrzením, že dioxiny vznikají např. též jízdou v automobilu a že zamoření pozemků si lidé mohou způsobit sami třeba pálením suchého listí, plastů, starých pneumatik nebo nábytku zaplaveného povodněmi.
V roce 2004 zveřejnil Státní zdravotní ústav výsledky rozborů krve šedesáti obyvatel 3 obcí kolem chemičky (Neratovice, Libiš a Tišice) a zjistil zhruba dvakrát vyšší hladinu dioxinů než u lidí žijících na Benešovsku.
Od července 2005 do ledna 2008 byly zlikvidovány zbývající dva dioxiny kontaminované objekty v areálu Spolany. Několikamiliardová veřejná zakázka na sanace byla přidělena bez výběrového řízení firmě SITA Bohemia na základě výjimky ze zákona o veřejných zakázkách, která byla odůvodněna údajnou unikátností sanační technologie. Organizace Greenpeace ale upozornila na existenci dalších vyzkoušených technologií.